# Drepanaspis gemuendensis
Il drepanaspide (Drepanaspis gemuendensis) è un curioso vertebrato fossile, risalente al Devoniano inferiore (circa 400 milioni di anni fa), appartenente alla classe estinta degli eterostraci (Heterostraci). I suoi fossili sono stati rinvenuti in Germania.

## Una "razza" corazzata
Questo pesce senza mascelle aveva un aspetto bizzarro: il corpo era appiattito e pesantemente corazzato, in modo vagamente simile a quello di una razza attuale. La sua bocca era stranamente rivolta all'insù, al contrario della maggior parte degli eterostraci. Il drepanaspide, lungo circa 30 centimetri, aveva piccoli occhi ai lati della testa. Si presume che questa creatura vivesse sui fondali marini o fluviali a scorrimento lento; data la forma del corpo, doveva muoversi molto lentamente, vivendo come saprofita e aspirando le particelle di cibo come un aspirapolvere attraverso la larga apertura boccale, sprovvista di mascelle. Alcuni parenti del depanaspide, in epoche successive, raggiunsero il metro di lunghezza.